# 波音E-4

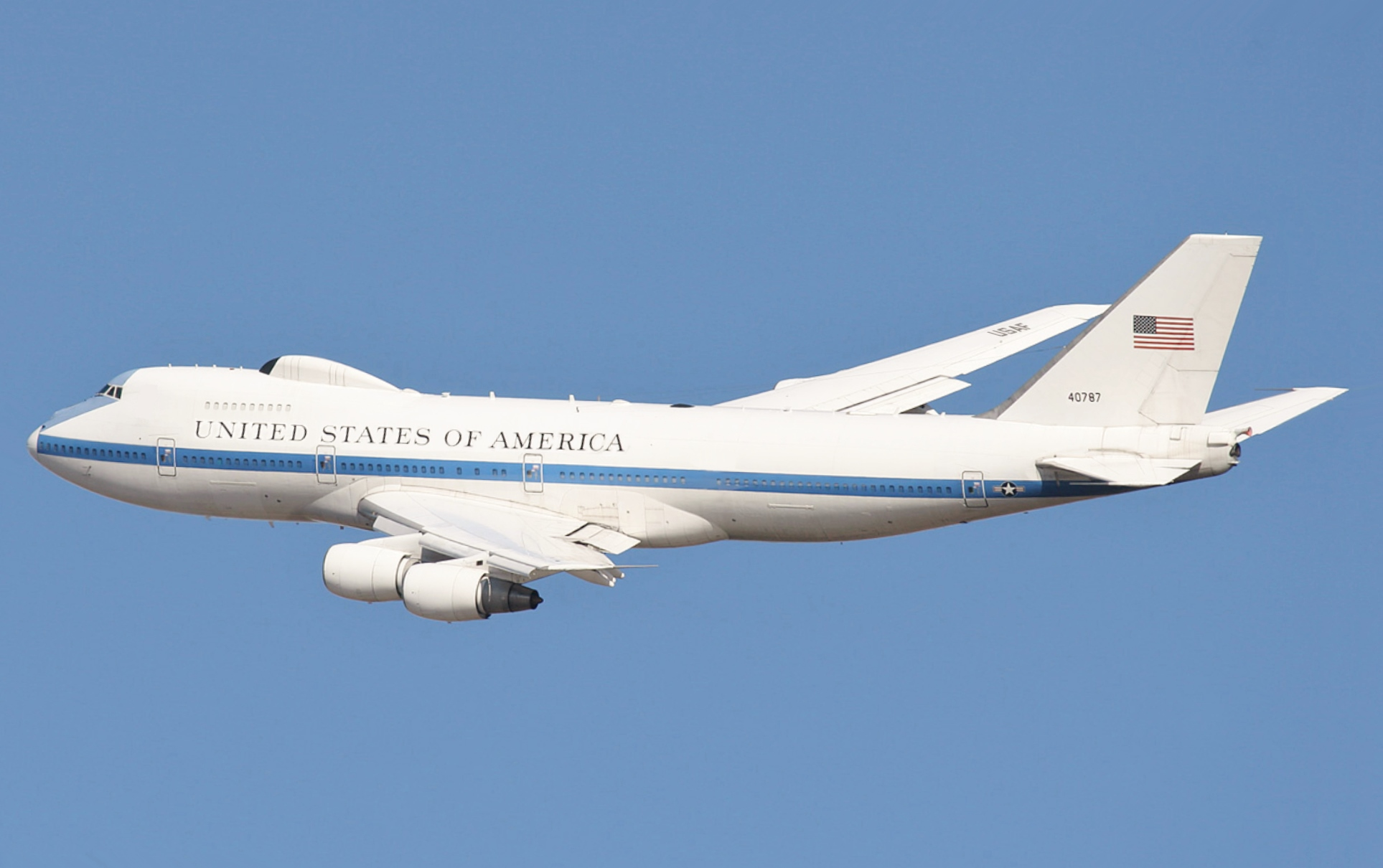
美國空軍E-4B

波音E-4B，又稱為「末日飛機」，全稱為「國家空中指揮中心」（NAOC），前身為「國家緊急空中指揮所」（NEACP），由波音747-200客機改裝而成，美軍目前擁有四架同類型客機。E-4B 之所以有「末日飛機」之稱是因為當美國受核攻擊或進入緊急狀態或地面基地受摧毀時可轉作空中指揮中心，作為一種现代化高生存性的指揮、控制和通信中心，指揮美國部隊，執行緊急戰爭命令，以及協助地方政府的行動。

## 用户

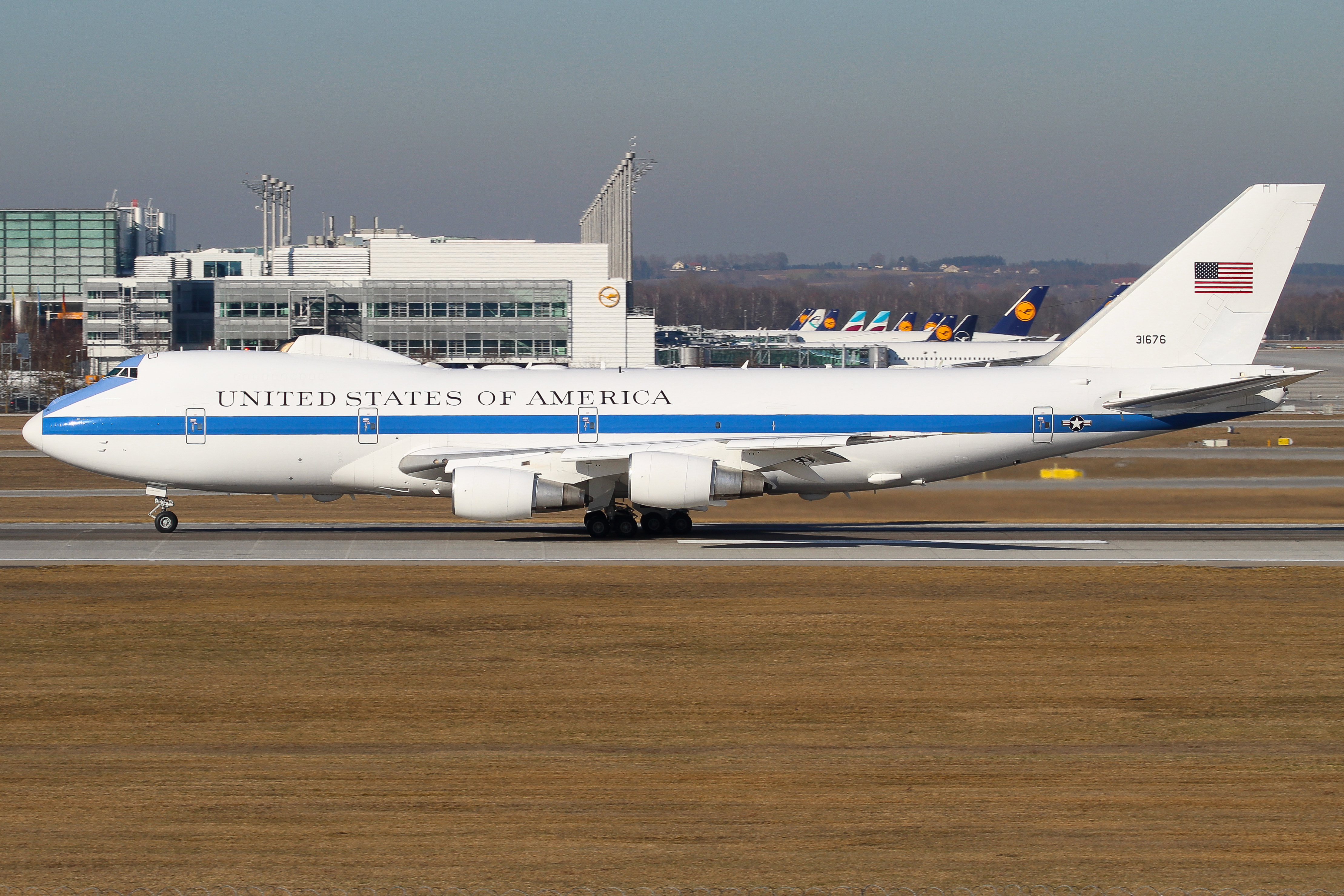
一架E-4B正在起飞滑行中

美国
- 美国空军
- 美国空军全球打击司令部
  - 第595指挥与管制大队（英语：595th Command and Control Group）-奥福特空军基地（英语：Offutt AFB）, 内布拉斯加州[3]
    - 第1空中指挥与管制中队（英语：1st Airborne Command and Control Squadron） [3]